# Eduard Dirksen
Eduard Dirksen (* 31. Juli 1860 in Neuruppin; † 26. November 1927 in Berlin) war ein deutscher Marine-Generalstabsarzt.

## Leben
Eduard Dirksen war ein Sohn des Staatsanwaltes Heinrich Dirksen. Er trat am 1. April 1880 als Einjährig-Freiwilliger erst in die Armee ein. Vom 27. März 1880 bis 15. März 1884 war er an der Kaiser-Wilhelm-Akademie in Berlin. Von hier wurde er als Unterarzt in den aktiven Dienst übernommen und trat am 5. Juli 1885 in die Marine ein.
Am 2. Juli 1885 promovierte er an der Universität Berlin mit dem Titel Über Doppelfracturen der langen Röhrenknochen. Zum Marine-Assistenzarzt wurde er am 1. September 1885 befördert.
Am 18. März 1890 wurde er zum Stabsarzt ohne Patent ernannt. Am 28. September 1890 erhielt er das Patent zum Dienstgrad. Zum 17. April 1890 kam er auf die Württemberg. Zum 12. September 1890 wurde er Oberarzt der 2. Abteilung der II. Matrosendivision. 1892 war er auf der Gneisenau. Vom 1. Oktober 1893 bis 30. September 1895 war er an der Kaiser-Wilhelm-Akademie tätig und war zusätzlich ab 1. Oktober 1894 bis zu seinem Ausscheiden an die Charité kommandiert.
Anschließend wurde er nach Wilhelmshaven kommandiert. Zum 15. September 1895 kam er auf die Wörth.
Am 9. Oktober 1899 wurde er zum Marine-Oberstabsarzt I. Klasse befördert und war 1902 Chefarzt des Garnisons-Lazaretts in Cuxhaven. Es folgten seine Beförderungen zum Marine-Generaloberarzt am 27. September 1903. Am 23. November 1907 wurde er zum Oberarzt, Garnisonsarzt und Vorstand des Sanitätsdepots Wilhelmshaven berufen. Am 15. Juli 1908 wurde er zum Marine-Generalarzt befördert. Später wurde er Stationsarzt der Marinestation der Ostsee in Kiel. Am 19. Oktober 1912 wurde er verabschiedet.
Während des Ersten Weltkriegs war er Krankentransportkommandant Trier, Wirballen und Tilsit. Am 15. Februar 1918 wurde ihm der Charakter als Marine-Obergeneralarzt (Marine-Generalstabsarzt) verliehen.
1914 war er Mitherausgeber der Buchreihe Handbuch der Gesundheitspflege an Bord von Kriegsschiffen. Sein Buch über die Schiffsluft wurde postum veröffentlicht.
Ab 27. April 1899 war er verheiratet.

## Werke (Auswahl)
- Ueber Bleivergiftung an Bord von Kriegsschiffen. In: Marine-Rundschau, Band 5, 1894, S. 135–146.
- Ueber schwere Anämie durch Taenia solium. In: Deutsche Medicinische Wochenschrift, Nr. 39, 1903, S. 706 ff.
- Ueber hygienische Beobachtungen auf Kriegsschiffen, die auf die Wärmeregulierung des Körpers Bezug haben. Beitrag zur XIV. Internationalen Kongress für Hygiene und Demographie, Berlin, September 1907.
- Sonderkatalog für die Gruppe Marine der Wissenschaftlichen Abteilung der Internationalen Hygiene-Ausstellung Dresden 1911.
- Das moderne Kriegsschiff als Wohn- und Arbeitsraum. In: Handbuch der Gesundheitspflege an Bord von Kriegsschiffen, Band 1, Jena, 1914.
- Beiträge zur Kenntnis der Schiffsluft. Mittler & Sohn, 1928.